# Sälg
Sälg (Salix caprea) är ett lövträd som tillhör videsläktet och familjen videväxter. Sälg är Hälsinglands landskapsträd.

## Historia i Sverige

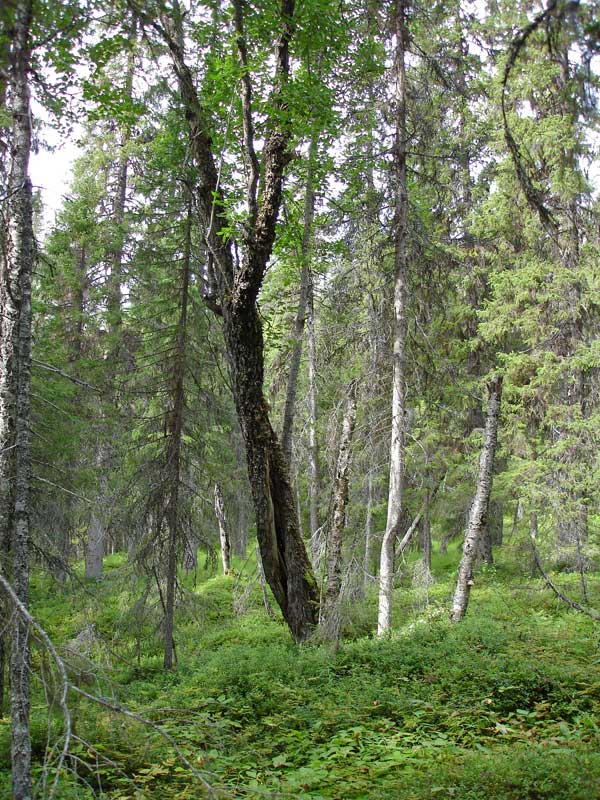
Enstaka sälgar förekommer i den boreala barrskogen och kan där bli mycket gamla.

År 10 800–8 900 f.Kr. invandrade sälg till Sverige från söder. Då de första ädla lövträden började komma omkring 7 000 f.Kr. hade sälgen och de andra spridit sig över stora delar av Götaland. Till nordligaste Sverige nådde sälgen omkring 4 500 f.Kr. och har idag en stark position där och finns i hela landet upp till skogsgränsen.
Sälgen och dess blomhänge kunde förr kallas för palm. Detta kommer från palmsöndagens processioner i katolsk tid då man strödde ut palmkvistar. När palmsöndagen infaller finns i Nordeuropa ofta inte mycket annat utslaget än just sälg, varför man istället för palmkvistar använde sälgkvistar.

## Förekomst
I palearktis växer sälgen i större delen av Europa (den saknas bara i södra Spanien och i sydligaste Balkan), vidare till väst- och Centralasien ända fram till Östasien (Manchuriet, Nordkorea och norra Japan). Utbredningen omfattar norra Anatolien och Kaukasus. Den asiatiska sydliga utbredningsgränsen ligger norr om Altaj och går sedan ungefär längs med den mongoliska gränsen. 
I Nordeuropa växer sälgen upp till Skandinaviens nordligaste delar samt till Kolahalvön. Den växer även på ön Sachalin och på södra Kurilerna, med isolererade bestånd norrut, däribland på Kamchatkahalvön. 
Sälgen är det vanligaste videt i Sverige. Den växer rikligt i småskog, hagar, skogsbryn, vägrenar och gärdsgårdsbackar. 
Arten växer i låglandet och i bergstrakter upp till 2700 meter över havet.

## Utseende och egenskaper

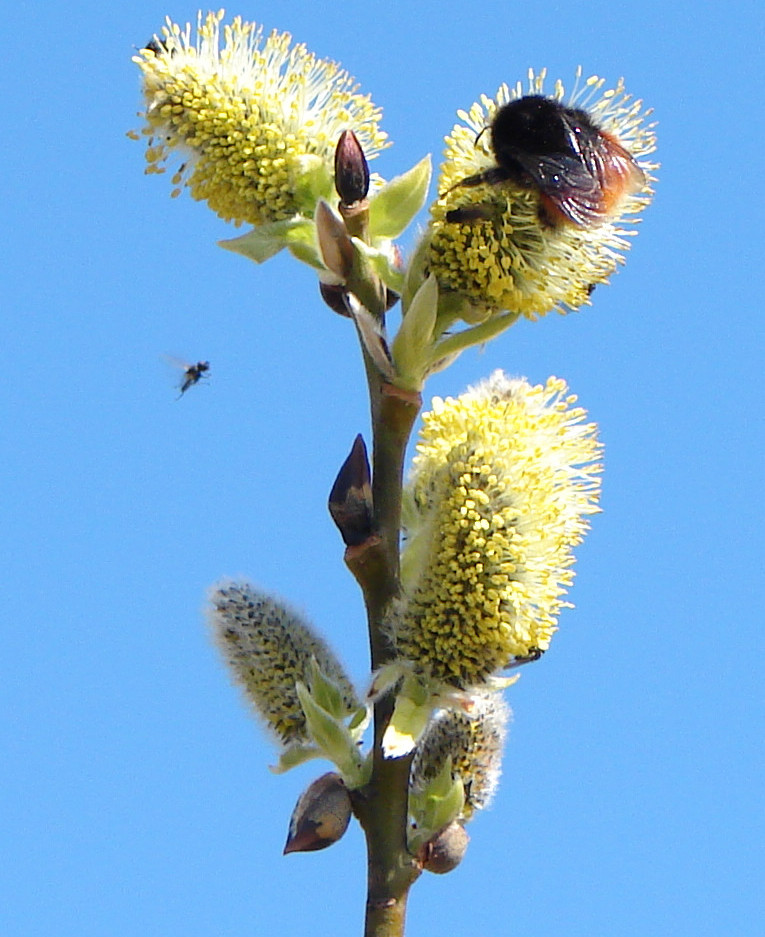
Hansälg och Berghumla.

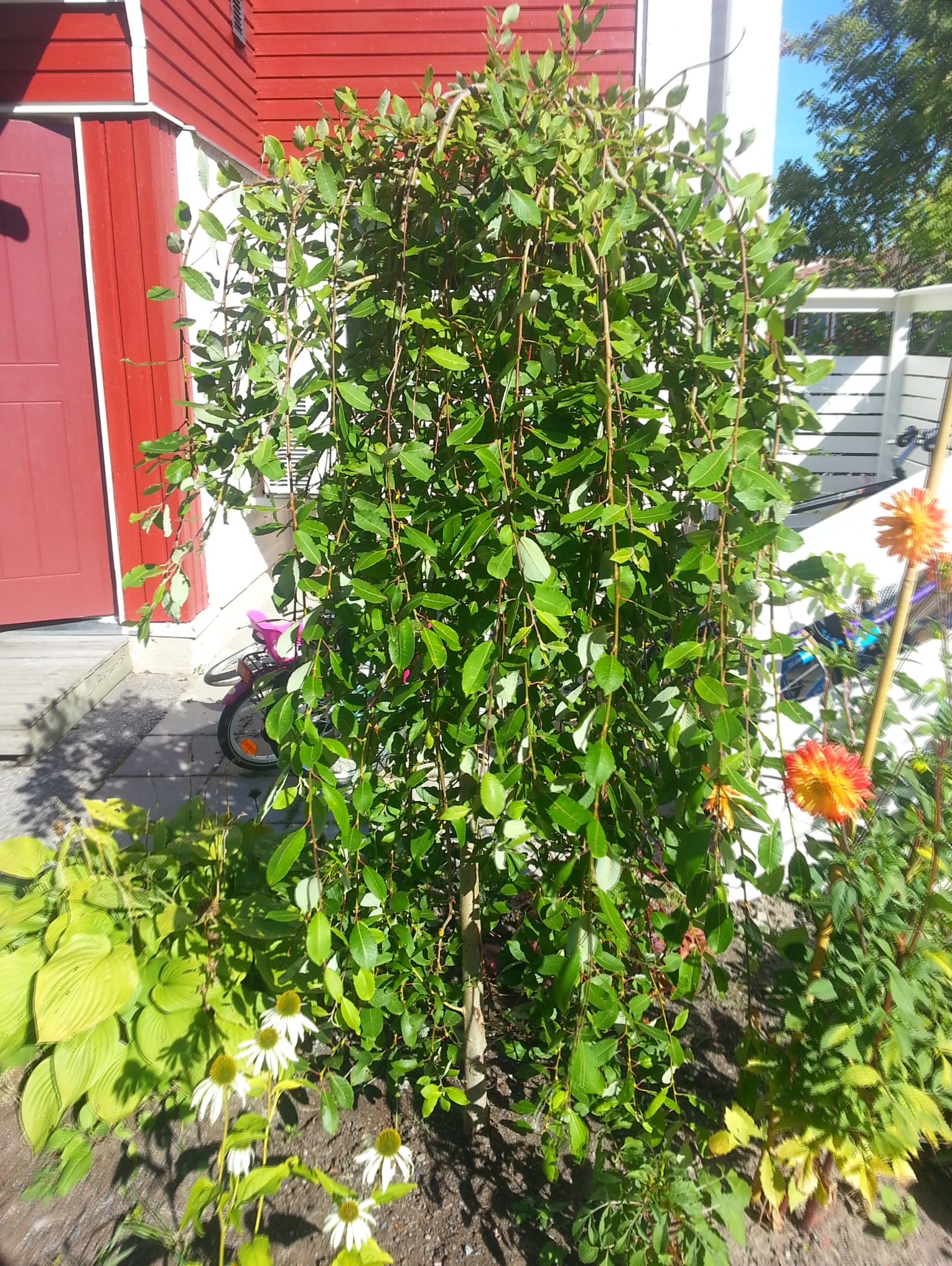
Hängsälg (Salix caprea 'Kilmarnock') är en variant man har i trädgårdar. Den beskärs så att grenarna hänger som ett paraply.

Den når ingen betydlig höjd, men blir ofta flerstammig och får därigenom bred krona. De största exemplaren är 12 till 15 meter höga.
Om den fälls får den en snabb återväxt genom ganska långa, grova och storbladiga skott från stubbarna. Veden är mjuk och lätt. Gamla träd, som ibland påträffas inne i tätare skog, får oftast sin stam mycket skadad av borrande insekter och hackspettar. 
Då vinden böjer trädkronorna i ett skogsbryn, igenkänner man lätt sälgen på den gråvita färg som kronan får när alla löven visar sin undersida. Sälgens blad är nämligen undertill beklädda med gråvitt filtludd. En sådan beklädnad är inte ovanlig hos växters blad. Den kan ha till uppgift att omge bladets mikroskopiska klyvöppningar med små vindstilla rum i så att vattenånga inte så lätt kan bortföras från bladet. Hos sälgen kan den också ha en annan uppgift. Om ett sälgblad nedsänkes i vatten ser undersidan ut som om den vore belagd med kvicksilver och detta förorsakas av att luften inne i bladets filtludd inte kan undanträngas av vattnet. Detsamma ser man om ett stycke vanlig filt hålles i vatten. Om en regnstorm piskar sälgarna så är det visserligen bladundersidorna, som mest träffas av regnet, men deras gasöppningar blir inte tilltäppta av detta, utan gasutbytet mellan bladet och luften, som är nödvändigt för näringsupptagandet och tillväxten, avstannar inte. 

### Blomning
Sälg är tvåbyggare. Både han- och honblomställningen är ett ax, inte ett hänge som på asp. Detta har samband med att sälgen är insektblommig med honungsblommor. Dess blomställningar är inte konstruerade för att skakas av vinden utan lyser gula av de tätsittande ståndarknapparna och är ganska välluktande. 
Sälgen hör till de arter som blommar mycket tidigt och före lövsprickningen eller "på bar kvist". Vinterknopparna skyddas av ett enda, kupformigt knoppfjäll, men de däri inneslutna organen är dessutom beklädda med en tät päls av fina, mjuka hår. Mycket tidigt på våren sprängs knoppfjället, och sälgkvistarna, som nu med sina silkeslena knoppar ibland får heta "småkissar" kan lätt drivas till blomning om de tas in i bostaden och får stå i vatten. Sälgens blommor är mycket enkelt byggda; hanblomman består av endast 2 ståndare och en honungskörtel, honblomman av en skaftad pistill och en honungskörtel. Skärmbladen är svartaktiga mot spetsen och bär långa fina hår.

### Betydelse för insekter
Sälgens protein- och energirika pollen och nektar är förrätten för nyväckta eller nykläckta humlor och bin inför kommande middagar bland sommarens alla blommor. Utan sälg och andra viden skulle de ha svårt att överleva de första vårveckorna. Bortåt 180 fjärilsarter har sin larvutveckling hos sälg och viden, och många fullbildade fjärilar söker nektar i sälgblommorna. Mer än 75 skalbaggsarter lever på sälgens blad, blommor och knoppar och över 276 skalbaggsarter är beroende av sälgens döda ved och bark. Få andra växter ger mat till så många olika bladsteklar, gallmyggor och andra småkryp.[källa behövs] Också många trädsvampar och lavar lever på sälg.

## Användning
Sälgen användes förr som djurfoder och veden är användbar till mindre, lättare husgeråd och möbler. Barken kan användas som garvmedel och träet för produktionen av träkol. Den gula sälgtickan har i gamla tider (1700-talet) nyttjats som parfym innanför kläderna (Linné), men används även idag som krydda i den jämtländska maträtten grynost. Sälgen ger mycket pollen och nektar, särskilt tidigt på våren, och är en viktig växt för biodlingen.
På grund av att sälgen är snabbväxande kan den användas för produktionen av biomassa. Arten har även förmåga att rensa förorenade områden från tungmetaller. Inom jordbruket kan sälgen nyttjas för etableringen av ett gynnande mikroklimat för de odlade växterna. Trädet kan skapa mer stabilitet för vattendragens strandlinjer och för sluttningar.

## Status
Under historisk tid fälldes för många sälgar i Europa vad som medförde en beståndsminskning. Bruk av ursprungliga populationer förekommer inte längre i Europa. Endast beståndet i Spanien är känsligt på grund av bränder, dikning och skador som orsakas av växtätande djur som inte kan återställas inom en generation. För asiatiska populationer är situationen oftast oklar. IUCN listar sälgen som livskraftig (LC).